# Villanueva del Trabuco
Villanueva del Trabuco es un municipio español que se encuentra situado al noreste de la provincia de Málaga (Andalucía). Este pueblo es mayormente conocido por sus fiestas patronales, donde gente de todos los lados acude a divertirse en el día más especial de todos, llamado “El especial Trabuco”, donde la gente se disfraza y festeja sus fiestas patronales.
A pocos kilómetros del término municipal se encuentra el nacimiento del río Guadalhorce, el río más caudaloso de la provincia de Málaga, concretamente en el Puerto de los Alazores, entre las faldas de las Sierras de San Jorge y Gibalto, en el término municipal de Loja (límite Málaga). Popularmente se considera que su nacimiento está en la que se conoce como la Fuente de los Cien Caños, aunque realmente  tiene 101 caños. De esta gigantesca fuente adosada a la pared caliza de la sierra brotan decenas de chorros de agua de sus paredes. Se trata de un impresionante manantial situado a pocos kilómetros del pueblo. En sus proximidades muchos vecinos de la comarca aprovechan para pasar un agradable día de campo.
Está integrado dentro de la comarca Nororiental de Málaga (Nororma).

## Municipio
El municipio.de Villanueva del Trabuco está situado en el extremo suroriental de la comarca de Antequera, al pie de las sierras Gorda y San Jorge, pertenecientes al Arco Calizo Central de la provincia de Málaga. La presencia de estas sierras le va a aportar parajes de gran belleza que actúan como telón de fondo para el pueblo y los campos que lo rodean. Para aprovechar turísticamente estos recursos paisajísticos, el Ayuntamiento construye actualmente un pequeño campamento junto al camino que sube a la sierra de San Jorge junto al cauce del arroyo de las Chozas.
Al pie de las sierras, el paisaje está formado por relieves muy suaves cubiertos por cereal y olivar, y allí donde aparecen la llanura son frecuentes las huertas salpicadas de casas de labor o de recreo. En el municipio de Villanueva del Trabuco confluyen los arroyos que, procedentes de las dos sierras antes mencionadas y de la de Gibalto, forman el río Guadalhorce.
La abundancia de manantiales al pie de la sierra permite a estos arroyos mantener un pequeño caudal durante la mayor parte del año y esto hace que en algunas riberas aparezcan chopos, álamos y fresnos, que junto con la presencia de agua invitan a pasar un buen día de campo.
Al igual que en los municipios cercanos, el hombre estuvo aquí presente desde la prehistoria tal como lo demuestran los yacimientos arqueológicos del término municipal, pero después del período romano y su continuación con la presencia de los visigodos, la zona apenas si aporta señales de presencia humana importante.

## Geografía
Respecto a su ubicación geográfica, por carretera se halla situado a 47 km de Málaga y a 492 km de Madrid. Es un municipio situado entre el Mediterráneo y la Depresión del Guadalquivir. Dentro del Sistema Bético, se asienta en las faldas de sus madres sierras: Sierra Gorda, sierra de San Jorge y Gibalto.
A pocos metros del término municipal de Villanueva del Trabuco se encuentra el nacimiento del río Guadalhorce, el río más caudaloso de la provincia de Málaga. Concretamente, en el Puerto de los Alazores, que pertenece al término municipal de Loja (límite Málaga), entre las faldas de las sierras de San Jorge y Gibalto,
Este río divide el término municipal y el casco urbano en dos partes, las cuales se encuentran unidas mediante varios puentes (puente de San Antonio, puente de la Virgen, puente de la Ventilla, entre otros), permitiendo la mayoría el paso de vehículos y todos ellos el acceso peatonal. 
El Guadalhorce recibe el agua de numerosos nacimientos, entre los que destacan: el Higueral (nacimiento de Los 101 caños), el de La Chocilla y el de La Pita. Además de ellos, hay otros que podemos visitar a través de una ruta de senderismo conocida como la Ruta de los Nacimientos.

### Clima
A pesar del contraste de temperaturas que existe entre la estación más fría y la más cálida, el clima puede considerarse relativamente suave. 
El invierno puede llegar a ser frío, alcanzándose una temperatura mínima de –17 °C y el verano caluroso, llegando incluso a los 40 °C de temperatura.

## Historia

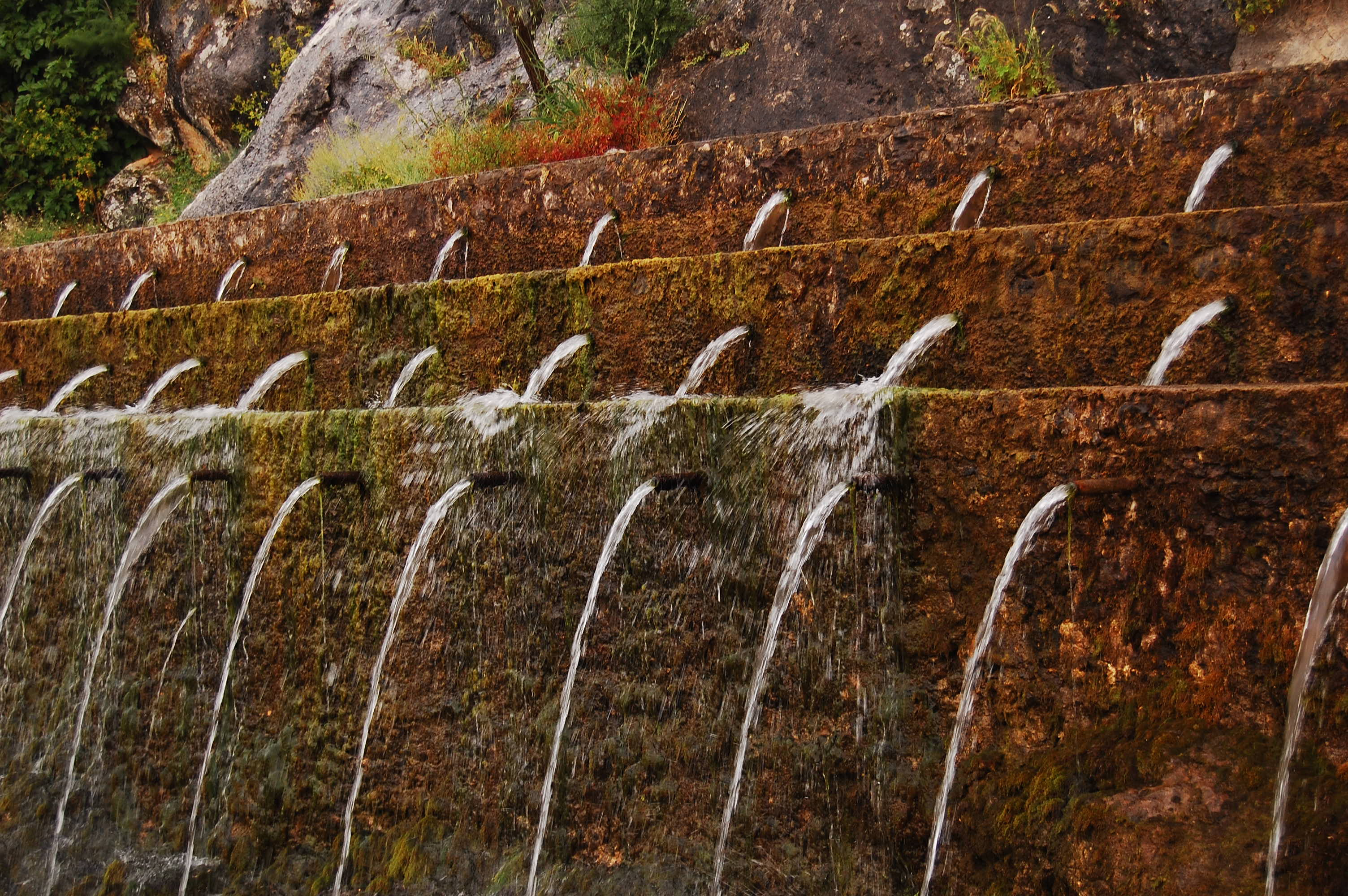
Fuente de los cien caños.

Villanueva del Trabuco no es de los asentamientos más antiguos de la provincia, aunque hay testimonios de que el término municipal estuvo poblado desde épocas remotas. 
Prehistoria y Edad Antigua
Al igual que en los municipios cercanos, el hombre estuvo presente desde la Prehistoria, tal como lo demuestran los yacimientos arqueológicos encontrados en el pueblo, pero después del período romano y su continuación con la presencia de los visigodos, la zona apenas aporta señales de presencia humana importante. Hay testimonios arqueológicos de que el término municipal de la actual Villanueva del Trabuco  estuvo poblado desde épocas remotas. La colina norte del puente sobre el río Guadalhorce, en la carretera que une las actuales localidades de Villanueva del Rosario y Villanueva del Trabuco, atesora abundantes hallazgos de terra sigillata, cerámica común y vidrios romanos . Testimonios a los que se añaden las dos magníficas estatuas romanas localizadas en Villanueva del Trabuco –una femenina y otra que representa al dios Mercurio con un caduceo y un cordero a sus pies –, así como un medallón en bronce de Trajano estudiado por el profesor Rodríguez Oliva.
Edad Moderna
Se tiene constancia de que los primeros repobladores que se asentaron en el actual Valle del Guadalhorce fueron pastores que aprovecharon los abundantes pastos y las bellotas que ofrecía aquel terreno virgen y frondoso. Esto explicaría la designación de “dehesa” para el término del Trabuco por parte del cronista de los Reyes Católicos Hernando del Pulgar. Sería a partir del siglo XVI cuando estas tierras fueron repobladas y, con los nuevos habitantes, el valle recobró vida y aquellos lugares sin nombre empezaron a ser conocidos e identificados con topónimos que ya figuraban en las crónicas de la época. Se tiene constancia de que entre los años 1485 y 1500 entraron en el reino granadino unos 40000 pobladores cristianos, oriundos sobre todo de Andalucía y descendientes de los primitivos repobladores castellanos. 
Según los cronistas de la época, Pulgar, Valera, Bernáldez, etc., en abril de 1487 el rey Fernando el Católico salió de la zona de La Peña de los Enamorados / Huertas de Archidona, con sus tropas para la conquista de Vélez-Málaga (a través del Puerto de las Carigüelas / Alfarnate), dividiéndose en dos frentes. El primero mandado por el propio rey escogió la senda que pasaba por la Fuente de la Lana donde situó su campamento y el otro frente, capitaneado por el marqués de Cádiz, acampó en el Trabuco, el 14 de abril de 1487, lugar al que cita expresamente en " Los Hechos de Don Rodrigo Ponce de León - Marqués de Cádiz" 
El hecho de nombrar el lugar donde acampó el marqués de Cádiz como el Trabuco podría tener relación con que en ese lugar se construyó anteriormente un trabuco catapulta probablemente para usarse en la toma de Loja en 1486 (hecho que también refieren los cronistas), ciudad relativamente cercana y con muy buen camino.
Entre los bienes de propios que tenía la villa de Archidona en el año 1620 figura una dehesa, llamada del Trabuco, con una extensión de 300 fanegas de tierra y constituida por árboles de bellota. Las primeras noticias recogidas en las actas capitulares del cabildo de Archidona referidas al Partido del Trabuco datan de esa primera mitad del siglo XVII y hacen referencia a vecinos de la villa de Archidona que solicitan licencia al cabildo para proceder a cortar madera en la Dehesa del Trabuco, con el objeto de construir carretas y casas cortijo. El Partido del Trabuco, hacia el año 1639, con una media de cuatro miembros por cabeza de familia, tendría una población en torno a unos 100 habitantes, comprendidos puntos rurales como los que se citan en la relación (Pozo Román, El Vínculo, …), topónimos conservados en la actualidad.
El legajo 27 de las actas capitulares del cabildo de Archidona inserta con fecha de 2 de marzo de 1701 una real provisión de Felipe V donde se da noticia de que en todos los concejos de todos los lugares y villas se exceptuaba de repartir los pechos y tributos y cargas concejiles de pecheros a todos los regidores y demás capitulares, y a otros por razón de otros ejercicios, lo cual contravenía la ley real, e iba en perjuicio del real patrimonio y demás vecinos pobres. Este contexto histórico nos ofrece la oportunidad de contemplar el segundo padrón del Partido del Trabuco, correspondiente al año 1701, y examinar las modificaciones producidas respecto al del año 1639, con un incremento notable de vecinos.  
El 7 de marzo de 1702 comienzan a registrarse en actas capitulares de la villa de Archidona las ordenanzas para sostener los gastos de la boda de su Majestad, enlace de Felipe V con su prima María Luisa Gabriela de Saboya, celebrado el 2 de noviembre del año anterior. Se ofrece en ellas una relación de lo que debe pagar cada vecino del Trabuco, tercer  padrón documentado de la aldea. En los años subsiguientes, de finales del siglo XVIII y principios del XIX, las mismas actas capitulares nos seguirán ofreciendo noticias del Partido del Trabuco, que se va conformando como barrio propio y creciente en población dentro de los límites de la villa de Archidona.
Cuenta una leyenda, sin ninguna base historiográfica ni documento que la respalde, que existía una venta en un cruce próximo al pueblo, cuyo propietario, para proveerse de víveres se dirigía a Archidona. En su continuos viajes era asaltado por los caminos y le robaban las mercancías, por lo que decidió comprarse un trabuco (arma de fuego), del que no se separaba ni a sol ni a sombra, de ahí, que cuando iba a Archidona decían “aquí viene el tío del trabuco”. Dicha leyenda se contrapone también al hecho de que el nombre del Trabuco como pueblo, aldea, venta o sitio ya existía desde 1478 y aparece reflejado en multitud de documentos, mapas y otros de los siglos XVI, XVII y XVIII sin que se hubiera inventado aún el trabuco-escopeta al que refiere la leyenda. 
Edad Contemporánea
En 1845 se solicita al cabildo de Archidona la separación del pueblo de la villa de Archidona, algo que no se conseguirá hasta 1850.
La economía de la localidad fue y sigue siendo eminentemente agrícola y ganadera, destacando el cultivo del olivo y el cereal con algunas pequeñas zonas de cultivos de regadío.
Por último, destacar que después de haber pasado por etapas en la que la población ha disminuido considerablemente, Villanueva del Trabuco se encuentra en una etapa de recuperación demográfica, quedando clasificado como el municipio de mayor crecimiento de la comarca entre 1900 y 1980.

## La iglesia parroquial de Nuestra Señora de los Dolores
Es de suponer que por los años finales del siglo XVII ya existía una iglesia en el Partido del Trabuco cuando, en el cabildo celebrado el día 20 de abril de 1700 en la villa de Archidona, se tuvo en cuenta la petición que hizo don José Aguilera “por sí y en nombre de los demás moradores” en el sentido de solicitar permiso para cortar madera destinada al arreglo del templo de aquella barriada, que se estaba hundiendo. Templo al que también se asociaría un lugar de enterramiento, pues hay constancia de que el día 15 de marzo de 1743 se enterró en la “Ermita de Santa María Egipciaca, del Partido del Trabuco” Manuel González Marfil.
En el año 1760 se erigió la parroquia de la Puebla del Trabuco, constando esta referencia en el acta del cabildo del 7 de marzo de dicho año. En ella se refiere que: “la piedad de su Excelencia –el Duque de Osuna– se ha dignado proporcionar a los vecinos y moradores en los partidos del Trabuco y Saucedo, de esta jurisdicción, el socorro espiritual que necesitaban, facilitando del Sr. Obispo de Málaga las licencias para poner sagrario y pila bautismal en las iglesias de uno y otro partido, y poniéndose por su excelencia un cura…”. 
Según relata y detalla Juan de Cárdenas, notario mayor de la vicaría de Archidona, el día 15 de marzo de 1760, el señor Don Lorenzo Guerrero Solano, vicario y juez eclesiástico de la mencionada villa, se personó en la iglesia de la Puebla del Trabuco y, una vez reconocidos su fábrica, sagrario, vasos sagrados, pila bautismal –que bendijo según el ritual romano–, ornamentos y libros, celebró misa cantada y colocó al Santísimo Sacramento en su sagrario, entregando la llave del mismo a Don Antonio Navarrete y Pozo, cura propio y primero de la iglesia parroquial de las Pueblas del Saucedo (actual Villanueva del Rosario) y del Trabuco, esta última bajo la advocación de Santa María Egipciaca.
Ese mismo día 15 de marzo de 1760 se realiza un inventario de los bienes de propios de la iglesia de la Puebla del Trabuco ante el notario mayor D. Juan de Cárdenas, y en presencia del cura Don Antonio Navarrete y Pozo. Don Santiago de Rojas, sacristán de la iglesia de la Puebla del Trabuco fue el cometido para este encargo. Casi todo el peculio previo consistía en ornamentos del altar y del oficio de la misa, la talla de Nuestra Señora de la Soledad, la talla de Santa María Egipciaca –a quien estuvo consagrada la primitiva ermita de la Puebla–, San Antonio, un cuadro de la Virgen de Gracia –patrona de la villa de Archidona–, otro de Jesús Nazareno y otros dos lienzos más con la imagen de la Virgen del Rosario y San Isidro respectivamente; al margen de un único féretro de madera para efectuar las inhumaciones. Simultáneamente, el duque de Osuna obsequia a la parroquia con ornamentos litúrgicos de plata y capas pluviales fabricadas en tejidos ricos, además de dotaciones más específicas como el hierro para fabricar hostias, que otorgaba a la parroquia independencia a la hora de fabricar el pan para consagrar, un misal y manual romano nuevo y tres libros tamaño folio forrados en pergamino y en blanco, para iniciar la vertiente archivística de la andadura parroquial.
Diez años más tarde, en 1785, se produce el nombramiento de José Navarro y Alba, vecino de Archidona, como teniente de cura de la iglesia de la aldea del Trabuco, porque Cristóbal Fernández Barroso, cura de esa Puebla, la deja vacante por muerte. Es el duque de Osuna quien presenta a José Navarro y Alba al obispo de Málaga para que lo ratifique en el cargo, teniendo lugar un examen de cerca de una hora de preguntas a José Navarro y Alba para la obtención del título de cura del Trabuco.
De esta forma se produjo el tránsito de patronazgo de la primero aldea y más tarde villa nueva del Trabuco, que consagró su primer modesto templo a la imagen de Santa María Egipciaca, para ceder más tarde la nomenclatura de su iglesia parroquial a la talla dieciochesca de Nuestra Señora de la Soledad, la actual Virgen de los Dolores, patrona de la localidad.

## Geografía humana

### Demografía
Cuenta con una población de 5410 habitantes (INE 2024).
| Gráfica de evolución demográfica de Villanueva del Trabuco entre 1857 y 2021 |
| |
| Población de derecho según los censos de población del INE Población de hecho según los censos de población del INEEntre el censo de 1857 y el anterior, aparece este municipio porque se segrega del municipio 29017 (Archidona) |

Como se puede apreciar en el gráfico de barras, la población de Villanueva del Trabuco incrementó a partir de 1860 de forma notable. Un siglo después, la población rondaba los 5000 habitantes; sin embargo, durante las décadas de los 70 y 80 experimentó un descenso considerable. A partir de la década de los 80, vuelve a producirse un aumento que se mantiene a lo largo de los años sucesivos, alcanzando en 2010 los 5447 habitantes, tomando como referencia la fuente del Instituto Nacional de Estadística (INE).

### Economía

#### Evolución de la deuda viva municipal
| Gráfica de evolución de Deuda viva del Ayuntamiento de Villanueva del Trabuco entre 2008 y 2020                                   |
| |
| Deuda viva del Ayuntamiento de Villanueva del Trabuco en miles de euros según datos del Ministerio de Hacienda y Función Pública. |

## Política y administración
La administración política del municipio se realiza a través de un Ayuntamiento de gestión democrática cuyos componentes se eligen cada cuatro años por sufragio universal. El censo electoral está compuesto por todos los residentes empadronados en Villanueva del Trabuco mayores de 18 años y nacionales de España y de los restantes Estados miembros de la Unión Europea. Según lo dispuesto en la Ley del Régimen Electoral General, que establece el número de concejales elegibles en función de la población del municipio, la corporación municipal de Villanueva del Trabuco está formada por 13 concejales. 
En la legislatura previa (2011-2015), el Partido Socialista Obrero Español de Andalucía (PSOE-A) obtuvo 7 concejales, frente a 3 del Partido Popular Andaluz (PP), 2 Unión Progreso y Democracia (UPyD) y 1 Izquierda Unida Los Verdes-Convocatoria por Andalucía (IULV-CA).
En las elecciones municipales del 24 de mayo de 2015, con una participación superior al 75% del censo (3191 votos), y de forma inesperada, Trabuco SI obtiene la mayoría absoluta con 7 concejales (48.56%, 1531 votos), frente a 4 del PSOE-A (28.1%, 886 votos), 1 de IULV-CA-PARA LA GENTE (11.01%, 347 votos) y 1 del PP (7.93%, 250 votos), quedando sin representación UPyD.
En las elecciones municipales del 26 de mayo de 2019, con una participación del 74.89% del censo (3185 votos, 1068 abstenciones, 22 en blanco y 21 nulos), Trabuco SI revalida con gran respaldo de los votantes su continuidad en el gobierno de la alcaldía del pueblo, obtiendo una amplia mayoría absoluta con 10 concejales (64.10%, 2028 votos), frente a 3 del PSOE-A (24.53%, 776 votos), quedando sin representación Adelante Trabuco IU-Equo-Verdes-A (5.72%, 181 votos) y PP (4.96%, 157 votos).
| Periodo   | Nombre                                                                     | Partido        |
| --------- | -------------------------------------------------------------------------- | -------------- |
| 1979-1983 | José Luis García Luque José Antonio Arjona Bautista                        | PSOE-A         |
| 1983-1987 | José Antonio Arjona Bautista                                               | PSOE-A         |
| 1987-1991 | Gregorio Sánchez Alonso                                                    | PSOE-A         |
| 1991-1995 | José Antonio Arjona Bautista Juan Guardeño Navarro Antonio Luque Rodríguez | PSOE-A         |
| 1995-1999 | Ismael Gemar Valenzuela Antonio Vegas Morales                              | IULV-CA PSOE-A |
| 1999-2003 | Antonio Vegas Morales                                                      | PSOE-A         |
| 2003-2007 | Antonio Vegas Morales                                                      | PSOE-A         |
| 2007-2011 | Antonio Vegas Morales                                                      | PSOE-A         |
| 2011-2015 | Antonio Vegas Morales                                                      | PSOE-A         |
| 2015-2019 | José María García Campos                                                   | Trabuco SI     |
| 2019-2023 | José María García Campos                                                   | Trabuco SI     |

## Fiestas y tradiciones
Las fiestas más importantes son:
- La feria chica: Se celebra los días 8, 9 y 10 de junio. Tanto la 'feria chica' como la 'feria grande' provienen de una antigua feria de ganado, que desaparecida, se ha vuelto a instaurar en el municipio en la legislatura 2015-2019 (Trabuco SI), con lo que se recupera un gran valor y patrimonio cultural para el municipio.
- La feria grande: Se celebra los días 24, 25 y 26 de agosto.
- Las fiestas patronales: en honor a la patrona del pueblo Nuestra Señora de los Dolores. Es la más importante del pueblo tanto por su duración como por la afluencia de gente. Se celebra durante seis días en torno al 15 de septiembre, festividad de la patrona. En los últimos años ha adquirido especial relevancia el "Especial Trabuco" que consiste en un pasacalles donde gran parte de los habitantes salen disfrazados.

Además hay algunas fiestas menores como la Candelaria (1 de febrero), San Marcos (25 de abril) y las correspondientes a los santos que se hallan en ermitas en barrios y cortijadas del pueblo como San Isidro, San Antonio, San Juan y La Virgen del Pilar.
Entre las tradiciones del lugar destaca La matanza, que tiene lugar en el mes de diciembre, porque el frío es más propicio para el mantenimiento de la carne. La noche previa queda todo preparado. Al amanecer se empieza la labor cuando van llegando los primeros hombres que son los encargados de la matanza del cerdo y de descarnarlo. Las mujeres se encargan del resto: aliñar la carne para la elaboración del chorizo, del salchichón, la morcilla, la fritura de lomo, la asadura, las costillas y demás.

## Cultura y deportes
Villanueva del Trabuco cuenta con un equipo de fútbol, el C.D. Trabuco, en varias categorías. También tienen importancia los torneos de verano de fútbol 7. Creándose en el año 2022 la Escuela ciclista de Villanueva del Trabuco.
Últimamente han adquirido cierta importancia los deportes al aire libre y de aventura como senderismo, escalada, vuelos en parapente y paramotor beneficiados por las sierras que rodean el pueblo y sus paisajes.
En cuanto a la artesanía en Villanueva del Trabuco históricamente se ha trabajado el esparto, la mimbre y la madera, fundamentales para la creación de los utensilios necesarios para las actividades cotidianas. Era necesaria la utilización del esparto con el cual se hacía la pleita (que es el molde que da forma al queso). Y también se utilizaba la madera, para hacer la entremija (mesa en la cual se podían hacer varios quesos a la vez).

## Gastronomía
En todos los pueblos que conforman la comarca, la gastronomía viene determinada por los productos que se cosechan sobre el terreno y en los que predominan el aceite de oliva y la harina.
La oferta gastronómica de Villanueva del Trabuco es bastante amplia y variada. Entre todos los platos destaca el potaje, llamado popularmente "olla", el guisillo de San José, las migas, la porra, los pestiños... 

### Roscos toscos
- Ingredientes: Huevos, una cucharada de aceite por huevo, una cucharada de azúcar por huevo y harina hasta que se pueda trabajar bien.
- Preparación: Se hace la masa en forma de rosco, se pone una sartén con agua para hervir, cuando está hirviendo se echa el rosco, 5 minutos por cada lado, se saca y cuando está frío se cuece en el horno.

Son típicos para el día de San Marcos, 25 de abril.

### Setas asadas
- Ingredientes: Setas, ajos, sal, pimienta y aceite.
- Preparación: Se limpian las setas, quitándole la tierra y la parte del tronco. Las colocamos en la plancha o sartén, cuando esté bien caliente, le echamos una cucharada de aceite, y las colocamos con el tronco, para arriba, le añadimos los ajos finamente picados, la sal, pimienta, y listo.

Son productos silvestres y son recogidas en la época de lluvias.

### Pestiño
- Ingredientes: Huevos, levadura, un vaso de vino de mesa, un vaso y medio de aceite frito, azúcar, harina, ajonjolí y canela.
- Preparación: Se fríe el aceite, con una cáscara de naranja hasta que se ponga negra, se saca ésta y se deja enfriar el aceite. El ajonjolí se tuesta y se muele en la batidora. Batimos el huevo, le añadimos el ajonjolí, la canela molida, el aceite, el vino, una cucharada de levadura, y se va agregando la harina moviéndolo con una cuchara de madera, se amasa luego con las manos hasta que la masa quede maleable. Volvemos a freír la cáscara de naranja y cuando esté frita se saca, para freír los pestiños.

Es ideal para desayunar, merendar, y sobre todo en Semana Santa.

### Potaje de Semana Santa
- Ingredientes: ¼ de garbanzos, 1 pimiento, 1 tomate, 1 cebolla, 1 ajo, perejil, laurel, pimiento morrón, bacalao y una cáscara de naranja.
- Preparación: Se pone a cocer un pimiento, un tomate, una cebolla pequeña, seis dientes de ajo, una hoja de laurel, una ramitas de perejil y una cáscara de naranja pequeña. Cuando todo esté cocido se pasa por el picador, se le echan los garbanzos, previamente remojados del día anterior. Por último cuando estén casi cocidos se le añade el bacalao y unos pimientos morrones. Si se desea con acelgas, se hierven aparte cortadas y luego se añaden al potaje.

Es típico de Semana Santa, y también se puede acompañar de acelgas y judías.

### Guisillo de San José
- Ingredientes: 4 huevos, pan rallado, perejil, dos dientes de ajo, 20 almendras, una rebanada de pan y una yema de huevo
- Preparación: Se hace una masa con los huevos batidos, el perejil y un diente de ajo, muy fino picado, y pan rallado. Una vez hecha se pasa por huevo y pan rallado, cuando el aceite esté bien fuerte se fríen las tortillas, y se reservan. Preparación del caldo: Se pelan las almendras y se fríen con el ajo y las rebanadas de pan. Se pasa por el picador y se le añade agua, se dejan hervir unos minutos a fuego lento, cuando comience a hervir se le echa las tortillas.

Este plato se puede acompañar con fideos, almejas y gambas.

### Papanduas
- Ingredientes: 1/2 kg de bacalao, 3 huevos, 4 dientes de ajo, perejil, levadura, 1 kg de harina, 1 litro de agua, azafrán, sal y 1 litro de aceite.

- Preparación: Se desmiga el bacalao y una vez desalado se reserva. Los huevos se baten y se le añaden los ajos picados y el perejil, se le vierte el agua templada junto con el bacalao desmenuzado, un sobre de levadura, el azafrán, la sal al gusto y finalmente la harina poco a poco hasta que quede espeso. Colocamos la sartén, con el aceite de oliva, cuando esté caliente, con un cucharón se vacía la masa, haciendo varias tortillas, una vez frita se sirven. Se pueden comer tanto frías como calientes.

Este plato es típico de Semana Santa, se puede acompañar con miel de caña.

### Ajo blanco
- Ingredientes: Un diente de ajo, dos cucharadas de harina de habas, sal, agua, ¼ de litro de aceite de oliva, pan, vinagre y dos litros de agua.

- Preparación: Se machacan en un mortero el diente de ajo con una cucharada de sal, dos cucharadas de harina y un chorreón de agua. Una vez hecha la masa, se vierte el aceite poco a poco sin dejar de remover, hacemos lo mismo con los dos litros de agua. Se sazona al gusto. Sírvalo en un cuenco, con trozos de pan.

Este plato es típico en temporada de verano, se puede acompañar con uvas y pepino.

### Migas
- Ingredientes: Un kilo de pan (es conveniente que sea de dos días anteriores), 1/4 litro de aceite de oliva, una cabeza de ajos, cuatro chorizos, sal y 1/4 de litro de agua.
- Preparación: Se corta el pan en rebanadas lo más finas posibles y se echa en un recipiente hondo, se le añade una cuchara pequeña de sal al gusto, se le echa agua por encima y se deja reservado. En una sartén de hierro se pone el aceite a calentar, mientras se pelan los ajos y una vez que estén se echan a la sartén junto con los chorizos también picados. Sin dejarlos de remover se le añade el pan, se coge una espumadera, se mueve, dándole cortes a la supuesta masa, con el fuego moderado, aproximadamente 1 hora.

### Porra caliente
- Ingredientes: 100 ml. de aceite de oliva, cuatro dientes de ajo, medio kilo de pan (que no sea del día), pimienta, sal, vinagre, azafrán, una hoja de laurel, medio litro de agua y un kilo de patatas.
- Preparación: Se pelan y se cortan las patatas en dados, se fríen y se reservan. En una sartén se vierte el aceite y los ajos pelados hasta que se doren, una vez dorados se sacan y se echan en un mortero, se le añade la sal, pimienta y una cucharada de vinagre y se machaca todo junto. Se le retira la corteza al pan quedando la miga, a éste se le añade el agua, mezclándolo todo junto en el mortero y por último el azafrán para dar color. En el mismo aceite de haber frito las patatas y los ajos, se vierte todo junto a la hoja de laurel. Se deja hervir 20 minutos sin dejar de remover. Una vez hervida se echan las patatas fritas. (Se deja reposar 5 minutos).

### Carne de membrillo
- Ingredientes: Membrillo, agua, azúcar, se acompaña con nueces y queso fresco, o bien con mermelada.
- Preparación: Se pone a cocer los membrillos enteros con agua en la olla durante 20 minutos. Se cortan a trozos y se pasan por el chino, para hacerlos puré, se le añade el azúcar, se mezcla y se pone al fuego y cuando empiece a hervir, se deja 10 minutos cociendo, sin dejar de remover para que no se pegue. Se retira y se vierte en fuentes o moldes.